# IC 3797
IC 3797 ist ein inexistentes Objekt, welches der Astronom Arnold Schwassmann am 8. September 1900 fälschlich als IC-Objekt beschrieb.